# Molí Paperer de Constantí
El molí paperer de Constantí, també conegut amb els noms de molí d'Escaladei i molí de Rodolat —en referència al nom dels propietaris— és un molí d'origen medieval, situat a poca distància del molí de Constantí i del molí de Reus, seguint el camí que anava de Constantí fins al riu Francolí.

## Història
A començaments del segle xv ja trobem la localització de molins relacionats amb la indústria paperera al terme de Centcelles.

## Descripció arquitectònica
Les parets de l'edifici del molí paperer tenen una amplada que va de 50 a 60 cm i formen un rectangle de 14x17 m. Encara que avui dia el veiem en ruïnes, hi podem observar una planta baixa i tres pisos. La planta baixa s'hi trobava l'entrada i a la resta hi havia les dependències del molí paperer el qual tenia una alçada considerable. En el primer pis hi havia la cuina, on encara es pot observar les restes d'un forn de pa. També hi ha una estança amb una finestra que donava a l'entrada; la resta d'aquest pis estava ocupat pel sostre alt de la planta baixa. El segon pis està derruït. Pel que fa a l'últim pis, també derruït, s'hi trobava la sala secadora del paper, tal com ens indiquen les finestres que envolten el perímetre que encara està en peu.
Arran de la paret de l'edifici circula la séquia de l'aigua. Avui dia, només s'hi poden observar els orificis de la paret i els diferents nivells de circulació de l'aigua, la qual cosa permet deduir que hi havia tres rodes propulsores dels martells.
A l'entorn de l'edifici hi ha un hort i dos corrals, i a la banda esquerra una construcció d'alçada inferior, la qual és possible que fos un magatzem.
Els materials utilitzats són pedres de riu i morter. També hi trobem unes arcades de maó, a la sala del molí, formant arcs de mig punt.